# Turning Point: Fall of Liberty
Turning Point: Fall of Liberty es un videojuego de acción en primera persona, desarrollado por Spark Unlimited para Xbox 360, PlayStation 3 y PC. Fue lanzado en Norteamérica el 26 de febrero de 2008, el 13 de marzo lo hizo en Australia y el 14 en Europa. involucrado en una realidad alternativa en la cual Winston Churchill muere en 1931, ocho años antes del inicio de la Segunda Guerra Mundial. Sin el fuerte liderazgo de Churchill, Gran Bretaña cae con las fuerzas nazis y las Potencias del Eje en 1940 y el resto de Europa igual, así como el norte de África, Oriente Medio y la Unión Soviética. Poco tiempo después, en 1953, la guerra llega a la costa este de Estados Unidos.

## Desarrollo
En Turning Point: Fall of Liberty, el jugador asume el rol de Dan Carson, un obrero de la construcción neoyorquino que no tiene experiencia militar. Así como en otros juegos con la temática de la Segunda Guerra Mundial el objetivo es ganar la guerra para uno u otro bando, en Turning Point: Fall of Liberty, el objetivo es sobrevivir en un entorno de guerra total como un luchador de la resistencia.
El juego incluye muchas armas reales de la Segunda Guerra Mundial, así como versiones avanzadas de las mismas e incluso algunos proyectos de los cuales sólo existieron algunas unidades reales (o algunos que nunca llegaron a ver la luz). Tanques super pesados como el Panzerkampfwagen VIII Maus y el Landkreuzer P. 1000 Ratte aparecen, así como el dirigible de transporte de tropas Nachteule, el Flugzeugträger, un dirigible que transporta aviones y varios jets y bombarderos, todos usados por las fuerzas nazis de invasión.

### Multijugador
El apartado multijugador de Turning Point: Fall of Liberty consiste en un modo en línea, ya sea con Xbox Live, PlayStation Network o por red local. Hay dos modos de juego: deathmatch deathmatch por equipos, en los que los jugadores pueden elegir equipo entre la resistencia estadounidense y la avanzada alemana. Hay cuatro mapas multijugador, con ocho jugadores como máximo en cada partida.

## Campaña

### Escenario
Turning Point: Fall of Liberty está basado en una historia alternativa, cuyo punto de partida es la muerte por atropello de Winston Churchill en 1931, en vez de la supervivencia con cojera que ocurrió en realidad. Sin su liderazgo, el Reino Unido cae bajo las armas del Tercer Reich en 1940 con el éxito de la Operación León Marino, forzando al primer ministro Neville Chamberlain a rendirse. Esto permite a Alemania terminar con toda la resistencia del continente.
Con un período de desarrollo muy breve, las Potencias del Eje se separaron después de Alemania se derrotó y Japón fue ocupado en 1945 - 1952 transforman la Europa conquistada en la grandiosa Alemania Nazi y permiten a Japón su recolección de beneficios, desarrollo y prosperidad; durante este desarrollo, se inventan los jets, las bombas atómicas, etc, al servicio del Eje se destruyó , incrementando la tensión entre un Reich tecnológicamente superior a cualquier potencia mundial y los Estados Unidos. En la sorprendente Operación Ballena Jorobada, Alemania y Japón y sus aliados se unen para atacar Estados Unidos en 1953, tanto en la costa este como oeste. La introducción del juego pone a Dan Carson, un obrero de la construcción, en el ataque sorpresa de Nueva York.

## Acontecimientos

### New York City
Después de escapar del rascacielos en el que trabajaba, Dan Carson se une a la Guardia Nacional de los Estados Unidos, que intentan mantener un perímetro defensivo cerca del Metro de Nueva York, para permitir escapar a los ciudadanos. Carson debe asistir a otras tropas estadounidenses por toda la ciudad, tras lo cual avanza por una línea abandonada de metro, hasta llegar a una pequeña industria donde consigue destruir un dirigible de patrulla alemán. Poco después, consigue escapar de Nueva York a bordo de uno de los trenes de evacuación. Con una fuerza superior, el Eje consigue capturar Washington D. C. y fuerza a  Thomas Dewey a rendirse, dejando como Presidente de la Cámara de Representantes de los Estados Unidos a James Edward Stevenson, que es colaborador nazi, para dirigir el nuevo gobierno.

### Washington, D.C.
Carson llega a Washington D. C. y se convierte en un miembro de la resistencia. Después de ver comprometidas sus casas seguras, la Resistencia libera al general George Donnelly, que estaba en espera de juicio por traición a la administración del mencionado Stevenson, para que les ayude a derrocar al régimen nazi. Al final se decide asesinar al presidente Stevenson, y se lanza un ataque a gran escala sobre la Casa Blanca, fuertemente defendida. Es Carson el que mata a Stevenson, y la Resistencia acaba demoliendo la propia Casa Blanca. Durante el ataque, la Resistencia encuentra planos de lo que sería el desarrollo de una bomba atómica debajo de la Torre de Londres, así como la prueba de su eficacia lanzándola sobre Nueva York. La Resistencia consigue hacerse con un avión y deja a Carson en Londres para poner fin a la amenaza.

### Londres
Carson aterriza en la Torre de Londres y consigue abrirse camino hacia el interior y posteriormente al laboratorio alemán. Carson destruye dos de las bombas, pero un científico británico le informa de que otra ha sido cargada en un dirigible rumbo a Nueva York. El dirigible para en la Torre para la revisión de última hora, ofreciéndole a Carson la oportunidad de abordarlo sibilinamente. Ya en el aire, Carson consigue llegar hasta la bomba justo cuando la costa este aparece en el horizonte. La rearma, y la bomba explota, destruyendo el dirigible y al propio Carson, pero poniendo a salvo Nueva York.

## Marketing

### Demo
Una demo se lanzó en el Bazar Xbox Live el 25 de enero de 2008, que mostraba el nivel inicial del juego y también el uso de enemigos como escudos humanos, o cómo escala Carson. Sin embargo, ésta fue criticada por la mayoría de sitios de videojuegos por cosas como la sensibilidad del punto de mira. problemas como la inteligencia artificial, y errores gráficos. Los desarrolladores pidieron a los usuarios que no juzgaran el juego por la demo, ya que habían corregido muchos de los errores en la versión final.

### Edición de Coleccionista
La Edición de Coleccionista de Turning Point: Fall of Liberty salió solamente para Xbox 360. Esta edición contiene la banda sonora del juego y un artbook. También tienen su premio los que reservaron de alguna manera el juego antes de que saliera, recibieron un pack "Únete a la Resistencia", que contiene un DVD con imágenes inéditas, postales con escenas del juego y un póster con una línea de tiempo detallando los eventos que ocurren en la historia del juego. El sitio web y tienda de videojuegos Gamestop ofreció también dos ítems exclusivos por reservar el juego: dos litografías de 20 y 25 centímetros aproximadamente, representando el asalto a Nueva York y un código para usar en el juego para desbloquear la munición infinita.

## Puntuación
En general, Turning Point: Fall of Liberty ha recibido análisis con poca puntuación. IGN comenta que el concepto del guion del juego es muy original, pero califica la calidad de la experiencia de juego como "arcaica". Otras críticas incluyen una linealidad absolutamente plana, con ninguna libertad y poca caracterización del personaje, un modo multijugador sin apenas diversión y una experiencia cooperativa frustrante con elementos como las escaleras. El apartado sonoro ha sido la mejor nota, descrito como la "sólida y mejor parte del juego". Casi todos los medios coinciden en que la idea es buena pero con una pésima manera de llevarla a cabo.
En respuesta a la mala recepción del juego por parte de la crítica, los desarrolladores comentaron que el juego no estaba destinado para jugadores con gran experiencia y tiempo libre sino más bien para otros más casuales. Comentan que la crítica es demasiado dura en los juegos más simples.